# Eriocaulon ubonense
Eriocaulon ubonense är en gräsväxtart som beskrevs av Paul Lecomte. Eriocaulon ubonense ingår i släktet Eriocaulon och familjen Eriocaulaceae. Inga underarter finns listade i Catalogue of Life.